# Diego Cavaco
Diego Andrés Cavaco (Mar del Plata, 9 de julio de 1979) es un entrenador de baloncesto argentino. Fue jugador profesional entre 1997 y 2018, desempeñándose usualmente en la posición de alero. 

## Biografía
Debutó en la Liga Nacional de Básquet el 3 de octubre de 1997 vistiendo la camiseta de Quilmes de Mar del Plata en un partido ante Belgrano de San Nicolás de los Arroyos. Esa misma temporada Quilmes descendió al Torneo Nacional de Ascenso, la segunda división de Argentina, donde permaneció durante un año para luego retornar a la primera categoría obteniendo el título del TNA. Cavaco se mantuvo en el equipo mardelplatense hasta la temporada 2002/03, en la cual en 40 partidos promedió 18,3 puntos por juego.
La temporada siguiente firmó con el Club Deportivo Libertad, equipo donde jugó durante cuatro años, participando en el Campeonato Sudamericano de Clubes Campeones 2005 y la Liga Sudamericana de Clubes 2006, y consiguiendo el Torneo Súper 8 2005 y la Liga Sudamericana de Clubes 2007. Tras su paso por Libertad, fue contratado por Regatas de Corrientes, obteniendo nuevamente la Liga Sudamericana de Clubes por segundo año consecutivo y el segundo puesto del Torneo Super 8 2007. Sin embargo solo permaneció durante un año en el equipo para luego firmar con el Club Ciclista Olímpico. A mitad de su tercera temporada con el club santiagueño, fue cortado, por lo que decidió incorporarse a Quimsa, el clásico rival de su antiguo equipo.
Para la temporada 2011-12 de la LNB retornó a Regatas, donde participó nuevamente en un certamen internacional al jugar la Liga de las Américas 2012. Al año siguiente pasó al Club Unión Progresista en su primera temporada en la LNB y finalmente fue contratado por el Club Gimnasia Indalo.
En 2016 vuelve al club en el cual debutó, Quilmes de Mar del Plata. Ese mismo año alcanzó la cifra de 900 partidos jugados en la Liga Nacional, siendo el quinto jugador en llegar a tantos encuentros. Una vez finalizada la temporada, entró en situación de retiro.
Sin embargo a principios de 2018 volvió a la actividad para disputar el Torneo Federal de Básquetbol como refuerzo de Unión de Mar del Plata. Concluido ese torneo, jugó un semestre más con el Sporting Club en el Torneo Provincial de Clubes antes de abandonar definitivamente las canchas.
Poco después se convirtió en entrenador del club marplatense Kimberley.

## Selección nacional
Debutó en la Selección argentina de baloncesto enfrentando a Estados Unidos en los Juegos Panamericanos de 2003 donde el combinado argentino finalizó en el sexto puesto.

## Trayectoria
| Temporada                                    | Club                     | País      | Liga |
| 1997-98                                      | Quilmes de Mar del Plata | Argentina | LNB  |
| 1998-99                                      | Quilmes de Mar del Plata | Argentina | TNA  |
| 1999-00                                      | Quilmes de Mar del Plata | Argentina | LNB  |
| 2000-01                                      | Quilmes de Mar del Plata | Argentina | LNB  |
| 2001-02                                      | Quilmes de Mar del Plata | Argentina | LNB  |
| 2002-03                                      | Quilmes de Mar del Plata | Argentina | LNB  |
| 2003-04                                      | Libertad                 | Argentina | LNB  |
| 2004-05                                      | Libertad                 | Argentina | LNB  |
| 2005-06                                      | Libertad                 | Argentina | LNB  |
| 2006-07                                      | Libertad                 | Argentina | LNB  |
| 2007-08                                      | Regatas de Corrientes    | Argentina | LNB  |
| 2008-09                                      | Olímpico                 | Argentina | LNB  |
| 2009-10                                      | Olímpico                 | Argentina | LNB  |
| 2010-11                                      | Olímpico                 | Argentina | LNB  |
| 2010-11                                      | Quimsa                   | Argentina | LNB  |
| 2011-12                                      | Regatas de Corrientes    | Argentina | LNB  |
| 2012-13                                      | Unión Progresista        | Argentina | LNB  |
| 2013-14                                      | Gimnasia Indalo          | Argentina | LNB  |
| 2014-15                                      | Gimnasia Indalo          | Argentina | LNB  |
| 2015-16                                      | Gimnasia Indalo          | Argentina | LNB  |
| 2016-17                                      | Quilmes de Mar del Plata | Argentina | LNB  |
| sin actividad en el segundo semestre de 2017 |                          |           |      |
| 2018                                         | Unión de Mar del Plata   | Argentina | TFB  |
| 2018                                         | Sporting Club            | Argentina | TPC  |

## Palmarés

### Campeonato nacionales
| Título         | Club                    | País      | Año  |
| -------------- | ----------------------- | --------- | ---- |
| Torneo Súper 8 | Club Deportivo Libertad | Argentina | 2005 |
| Copa Argentina | Regatas Corrientes      | Argentina | 2007 |
| Torneo Súper 4 | Club Gimnasia Indalo    | Argentina | 2015 |

### Campeonato internacionales
| Título                      | Club                    | País      | Año  |
| --------------------------- | ----------------------- | --------- | ---- |
| Liga Sudamericana de Clubes | Club Deportivo Libertad | Argentina | 2007 |
| Liga Sudamericana de Clubes | Club Deportivo Libertad | Argentina | 2008 |

### Consideraciones Personales
- Juego de las Estrellas de la LNB: 2002, 2003, 2006, 2007.